# Аліварыя

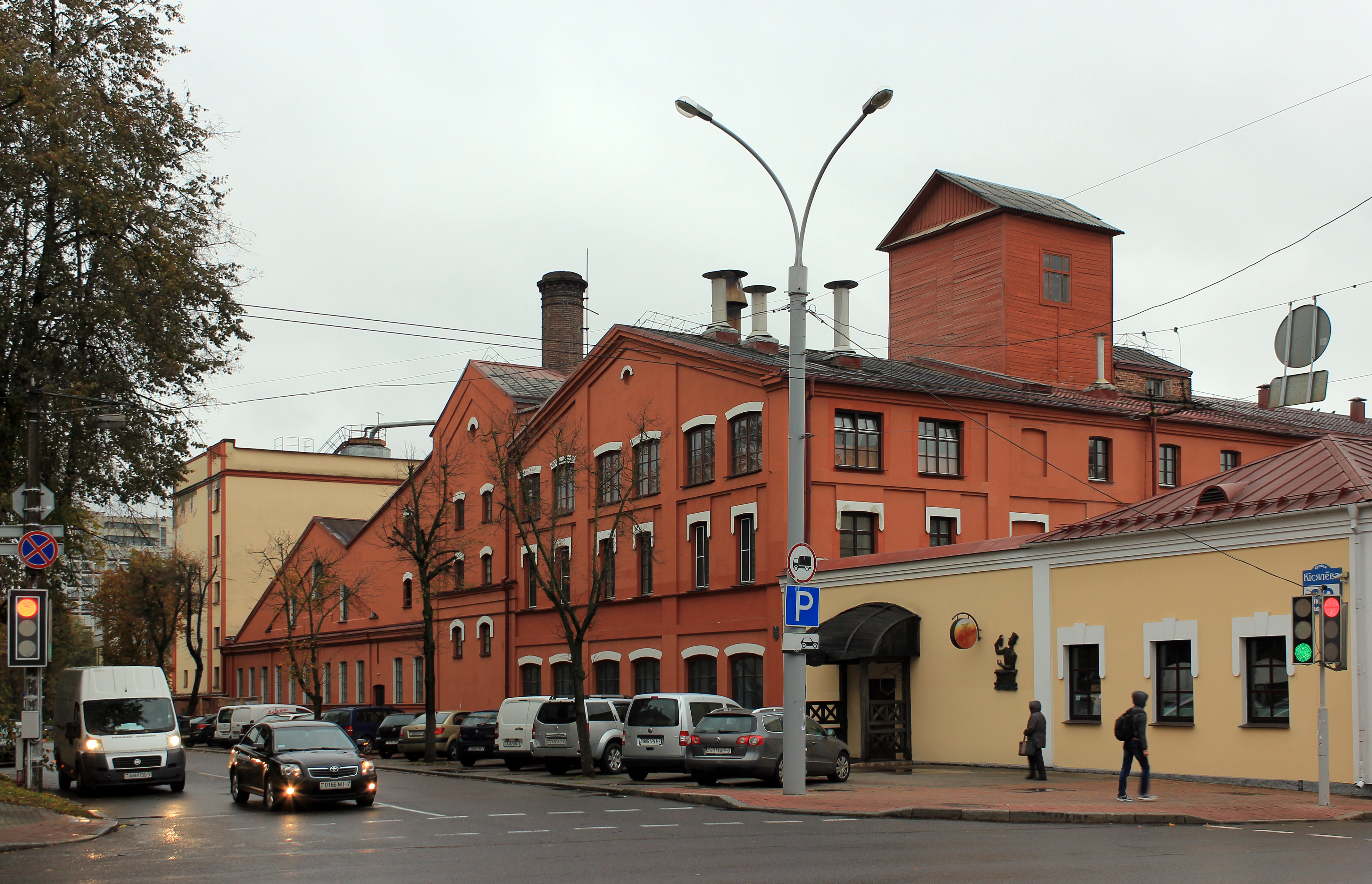
Комплекс будівель пивоварного заводу «Аліварыя»

Пивзавод Аліварыя — найстаріша пивоварна компанія Білорусі, яка розташована в Мінську.

## Історія
В 1864 році мінською міщанкою Фрумкіною на місці сучасного заводу побудована дерев'яна пивоварня. Пізніше власником пивоварні став граф Кароль Емерикович Чапський, який в 1894 р. побудував кам'яну пивоварню. В 1898 р. пивоварня продана австрійським купцям братом Лекертом, після чого підприємство почало називатися заводом Лекертів. У 1917 р. завод націоналізований і отримав назву «Пивзавод Білорусь».
Під час Другої світової війни на заводі з вересня 1941 року діяла група Мінського комуністичного підпілля. Об'єднувала 16 осіб з числа працівників заводу — комуніст, комсомолець і безпартійний (секретар підпільної партійної організації Зикуненко). Під керівництвом підпільних Мінського міськкому КП(б)Б і Ворошиловського райкому КП(б)Б поверх конспіративних квартирах членів групи В.П. Синевича (вул. Сторожівська, буд. 26, кв. 1) і П.М. Цвєткова (вул. Біломорська, буд. 19, кв. 2) підпільники налагодили випуск листівкок, переписували зведення Радінформбюро, розмножували матеріали газети «Звязда». Підпільники переправляли партизанам зброю, медикаменти, одяг, бланки документів і розвіддані. Восени 1942 року окупантам вдалося викрити групу. 4-6 жовтня більшість її членів заарештовано. У фашистських катівнях загинули 11 підпільників. У 1970 р. на будівлі пивоварного заводу встановлено меморіальну дошку підпільникам, оновлену в 1984 р. (Архіт. Б. Сидоренко; силумін). Сам завод під час війни не був розорений і продовжував виробництво.
В 1994 р. завод перетворений на ВАТ "Пивзавод Аліварыя"» В жовтні 2005 р. власником 30% акцій став Європейський банк реконструкції та розвитку (ЄБРР). Наприкінці 2006 р. 30 % додемісії акцій придбав Baltic Beverages Holding, після чого частка ЄБРР склала 21 %.
В 2008 міжнародна компанія Carlsberg Group викупила частку Baltic Beverages Holding і стала стратегічним інвестором ВАТ «Пивзавод Аліварыя». У 2011 Carlsberg Group, у результаті низки угод, у тому числі через публічну пропозицію викупити акції, збільшила свою частку в статутному фонді  до 67,8%, ставши власником контрольного пакету акцій.

## Виробництво
В 2007 р. частка ВАТ "Пивзавод Аліварыя" в загальному обсязі виробництва пива в Білорусі склала 12,7 %. Підприємство виробляє 11 сортів пива:
- Аліварыя Безалкогольное
- Аліварыя Десятка
- Аліварыя Крепкое
- Аліварыя Золотое
- Аліварыя Экстра
- Аліварыя Троицкое
- Аліварыя Рождественское (сезонний)
- Бровар Классическое
- Бровар Крепкое
- Бровар Светлое
- Data 1864